# 함수의 합성

함수. 예를 들어 이다.

수학에서 함수의 합성(函數의合成, 영어: function composition) 또는 합성 함수(合成函數, 영어: composite function)는 한 함수의 공역이 다른 함수의 정의역과 일치하는 경우, 두 함수를 이어 하나의 함수로 만드는 연산이다.

## 정의
임의의 집합 {\displaystyle X}, {\displaystyle Y}, {\displaystyle Z} 및 두 함수
{\displaystyle f\colon X\to Y}
{\displaystyle g\colon Y\to Z}
가 주어졌다고 하자. 그렇다면 이 두 함수의 합성 {\displaystyle g\circ f}는 다음과 같은 함수이다.
{\displaystyle g\circ f\colon X\to Z}
{\displaystyle g\circ f\colon x\mapsto g(f(x))}
합성 {\displaystyle g\circ f}가 정의되려면, {\displaystyle f}의 공역과 {\displaystyle g}의 정의역이 같아야 한다.

## 성질
함수의 합성은 결합 법칙을 만족시킨다. 즉, 임의의 집합 {\displaystyle X}, {\displaystyle Y}, {\displaystyle Z}, {\displaystyle W} 및 함수
{\displaystyle f\colon X\to Y}
{\displaystyle g\colon Y\to Z}
{\displaystyle h\colon Z\to W}
가 주어졌을 때,
{\displaystyle h\circ (g\circ f)=(h\circ g)\circ f\colon X\to W}
이다. 이에 따라, (항등 함수의 존재를 추가하면) 집합과 함수들은 범주를 이루는 것을 알 수 있다.
증명:
임의의 {\displaystyle x\in X}에 대하여
{\displaystyle (h\circ (g\circ f))(x)=h((g\circ f)(x))=h(g(f(x)))=(h\circ g)(f(x))=((h\circ g)\circ f)(x)}
이므로
{\displaystyle h\circ (g\circ f)=(h\circ g)\circ f}
이다.
임의의 집합 {\displaystyle X} 및 이를 정의역과 공역으로 하는 두 함수 {\displaystyle f,g\colon X\to X}가 주어졌을 때, 두 가지 순서의 합성 {\displaystyle g\circ f}, {\displaystyle f\circ g}을 정의할 수 있다. 이 경우 교환 법칙은 일반적으로 성립하지 않는다. 예를 들어, {\displaystyle X=\mathbb {R} }가 실수체이고,
{\displaystyle f\colon x\mapsto x+1}
{\displaystyle g\colon x\mapsto x^{2}}
라고 하면,
{\displaystyle g\circ f\colon x\mapsto (x+1)^{2}}
{\displaystyle f\circ g\colon x\mapsto x^{2}+1}
이며,
{\displaystyle (g\circ f)(1)=4\neq 2=(f\circ g)(1)}
이므로 {\displaystyle g\circ f\neq f\circ g}이다.

## 같이 보기
- 확률 변수
- 고차 함수
- 람다 대수